# エクストラリセットクリーム
エクストラリセットクリームとは、
株式会社JIMOSが製造・販売する化粧品ブランド「マキアレイベル」から出ている美容クリームの商品名称である。

## 概要・コンセプト
- その年の取り組みの集大成として「1年間の肌ダメージをケアする」をコンセプトに、年に1度、限定発売される美容クリーム。

## エクストラリセットクリームにまつわる主な歴史
- 毎年テーマがあり、過去の特徴はすべて引き継いだ上で進化を重ねている。

- Ⅰ (2002年)『1年間の肌ダメージをリセット』というコンセプトの元に誕生した初代クリーム 希少な和漢植物「鹿角レイシ」採用
- Ⅱ (2003年)『コラーゲン注入での肌のゆがみリセット』コラーゲンを肌奥に注入する「コラーゲンインジェクション」システムを採用
- Ⅲ (2004年)『細胞から肌全体をパワーアップ』遺伝子レベルでのアプローチを目指し、肌全体の美しくなる力を高める「セルイニシエイトプログラム」を搭載
- Ⅳ (2005年) フリーラジカルに着目した独自理論、「バイタルマトリックス-10」で肌作りをサポート
- Ⅴ (2006年) 乾燥部分を見極め保湿する「ターゲット保湿」機能を搭載
- Ⅵ (2007年) 女性ホルモン不足による老化に着目し、「女性ホルモン」疑似成分注入システムを搭載
- Ⅶ (2008年)『睡眠美容』肌本来の美肌活動、「睡眠中の美肌生成」を再現
- Ⅷ (2009年)「老化コラーゲン」の増加に対し、「新鮮なコラーゲン」を生み出す力をサポート
- Ⅸ (2010年) 肌が本来もつ「美しくなる力」＝皮脂の力を再現
- Ⅹ (2011年) 肌の老化の原因ともいわれる「糖化」に着目
- XⅠ(2012年) 肌の根源の働き「幹細胞」に着目　角質細胞の元から育む、元気でハリのある肌を叶えるクリーム
- XⅡ(2013年)「長寿遺伝子」に着目 細胞のレベルでの機能向上
- XⅢ(2014年)「HSP」に着目 コラーゲンの質を高める
- XⅣ(2015年) 遺伝子美容「FOXO」に働きかけ、ハリ肌成分を生み出す